# One Dollar Lawyer
One Dollar Lawyer (천원짜리 변호사?, Cheon-wonjjari byeonhosaLR; lett. "Un avvocato da mille won") è una serie televisiva sudcoreana trasmessa su SBS TV dal 23 settembre all'11 novembre 2022. In lingua italiana è disponibile su Disney+.

## Trama
Chun Ji-hoon è un ex-procuratore dell'Ufficio dei procuratori supremi della Repubblica di Corea, dove stava indagando sull'omicidio della sua fidanzata. Divenuto un avvocato dalle straordinarie doti, si fa pagare soltanto 1000 won a caso.

## Personaggi e interpreti
- Chun Ji-hoon, interpretato da Namkoong Min
- Baek Ma-ri, interpretata da Kim Ji-eun
- Seo Min-hyuk, interpretato da Choi Dae-hoon
- Baek Hyun-moo, interpretato da Lee Deok-hwa

## Riconoscimenti
- SBS Drama Award
  - 2022 – Premio del regista a Namkoong Min[3]
  - 2022 – Premio all'eccellenza, attrice in una miniserie romantica/commedia a Kim Ji-eun[4]
  - 2022 – Miglior performance a Lee Chung-ah[5]
  - 2022 – Miglior attore di supporto in una miniserie romantica/commedia a Park Jin-woo[6]
  - 2022 – Miglior attrice di supporto in una miniserie romantica/commedia a Gong Min-jeung[6]
  - 2022 – Candidatura Gran premio a Namkoong Min[7]
  - 2022 – Candidatura Premio all'alta eccellenza, attore in una miniserie romantica/commedia a Namkoong Min[8]
  - 2022 – Candidatura Premio all'eccellenza, attore in una miniserie romantica/commedia a Choi Dae-hoon[9]